# A Night in the Show
A Night in the Show (títulos alternativos: A Night at the Show e Charlie at the Show) (br: Carlitos no teatro / pt: Uma noite no music-hall) é um filme mudo estadunidense de curta-metragem de 1915, do gênero comédia, produzido por Jess Robbins para o Estúdios Essanay, e escrito, dirigido e protagonizado por Charles Chaplin.
Foi filmado no Majestic Studios, em Los Angeles, e neste filme, Chaplin fez dois personagens.
O filme foi baseado em uma peça de teatro chamada A Night at an English Music Hall, e da qual Chaplin tinha participado por ocasião de sua primeira turnê nos Estados Unidos da América, quando pertencia ao grupo de Fred Karno.

## Sinopse

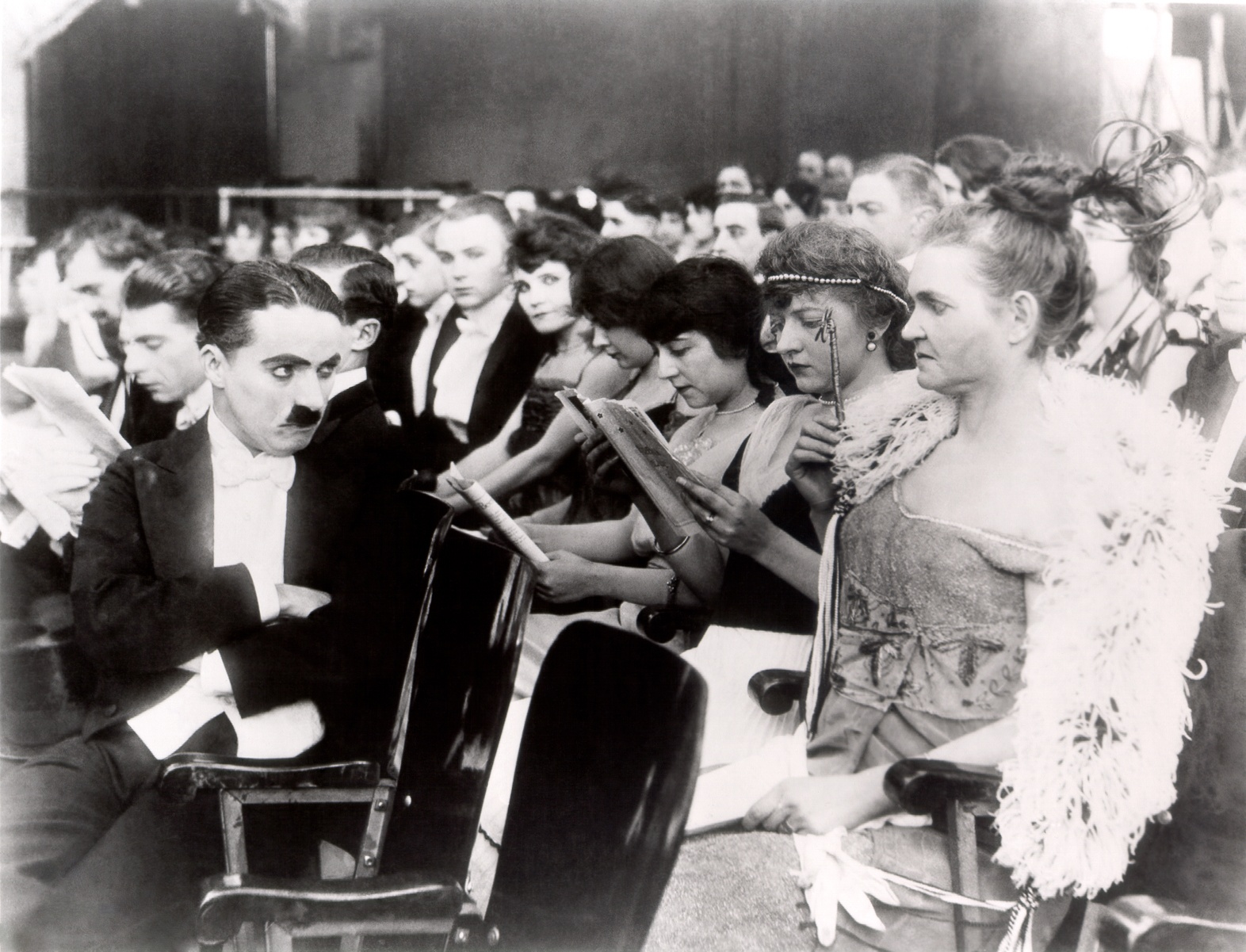
Cena do filme

O senhor Pest experimenta diversos assentos num teatro, e fica irritado por não achar um lugar adequado para assistir sossegadamente ao espetáculo. Por essa razão, ele acaba arrumando confusão com a plateia, com o condutor da orquestra, e até com um bêbado chamado senhor Rowdy, que joga uma garrafa na cabeça dele.

## Elenco
- Charles Chaplin .... senhor Pest / senhor Rowdy
- Edna Purviance.... moça na plateia
- Charlotte Mineau .... moça na plateia
- Dee Lampton .... menino gordo
- Leo White .... francês / negro no camarote
- Wesley Ruggles ... segundo homem na prmeira fila do camarote
- John Rand .... maestro
- James T. Kelley .... trombonista / cantor
- Paddy McGuire .... clarinetista
- May White .... mulher gorda / encantadora de serpentes
- Phyllis Allen .... moça na plateia
- Fred Goodwins .... homem na plateia
- Charles Inslee .... tocador de tuba